# 오스피탈 데 라 카리다드

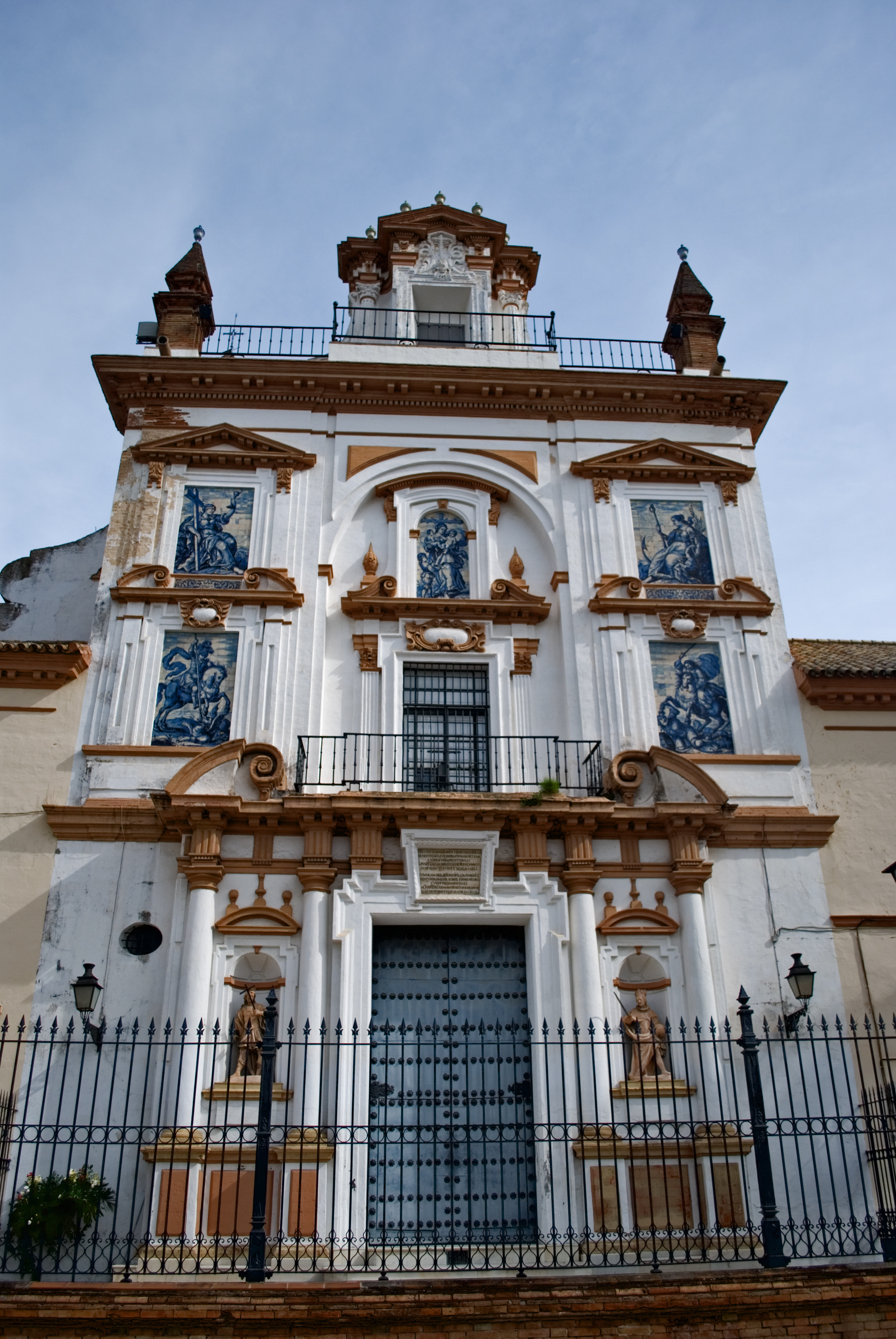
오스피탈 데 라 카리다드

오스피탈 데 라 카리다드(스페인어: Hospital de la Caridad)는 스페인 세비야에 위치한 로마 가톨릭교회 계열 자선병원이다.